# Edith Nilsson
Edith Amalia Nilsson, född 10 januari 1899 i Vankiva, Kristianstads län, död 19 april 1990 i S:t Petri församling i Malmö, var en svensk skådespelare.
Hon är begravd på Sankt Pauli norra kyrkogård i Malmö.

## Filmografi
- 1923 – Närkingarna